# Le Massacre des innocents (Maître JG)
Pour les articles homonymes, voir Le Massacre des innocents.
Le Massacre des innocents est une gravure au burin et un dessin à la plume, encre brune et lavis brun sur papier, fait par Maître JG. La gravure et le dessin sont des versions différentes de la même scène. La gravure existe en plusieurs exemplaires dont 7 sont connues, conservées à Hambourg, Harvard, Londres au British Museum, Vienne et 3 à Paris à la BnF au département des Estampes et de la Photographie, dans la collection privée de E. de Rothschild et dans une autre collection privée. Au contraire le dessin n'est connu qu'en une seule version conservé à Paris à la BnF.

## Description
Les deux versions représentent dans une cadre intérieur mais monumental, composé de nombreuses colonnes, le massacre par trois soldats de plusieurs enfants dans les bras de leur mère.

## Analyse, reprise et comparaison
Le Massacre des innocents semble contemporaine de La Flagellation, elle-même datée de 1526, avec de nombreuses ressemblances. Mais le Massacre des Innocents est moins finement travaillé que la Flagellation. Il semble possible que certains personnages de cette gravure aient été repris d'œuvres existantes. Ainsi, l'un des soldats est très proche d'un personnage du Martyre des dix mille d'Albrecht Dürer, et l'une des femmes évoque Didon de Marcantonio Raimondi. Cette gravure a été copiée par Jacques Androuet du Cerceau dans son recueil des Vues d'optique.